# 红胸雀
，是雀形目唐纳雀科的一种鸟类，属于单型的红胸雀属（学名：Rhodospingus）。
红胸雀体重约11.6克，翼长约55.7毫米，喙宽度约3.9毫米，喙厚度约5.1毫米，嘴峰长约13.1毫米，跗蹠长约15.8毫米，尾长约38.3毫米。
红胸雀是留鸟，栖息在林地，它们是杂食性动物，主要以植物的种子或坚果为食。它们分布在厄瓜多尔西部和秘鲁西北部。